# Miskolc

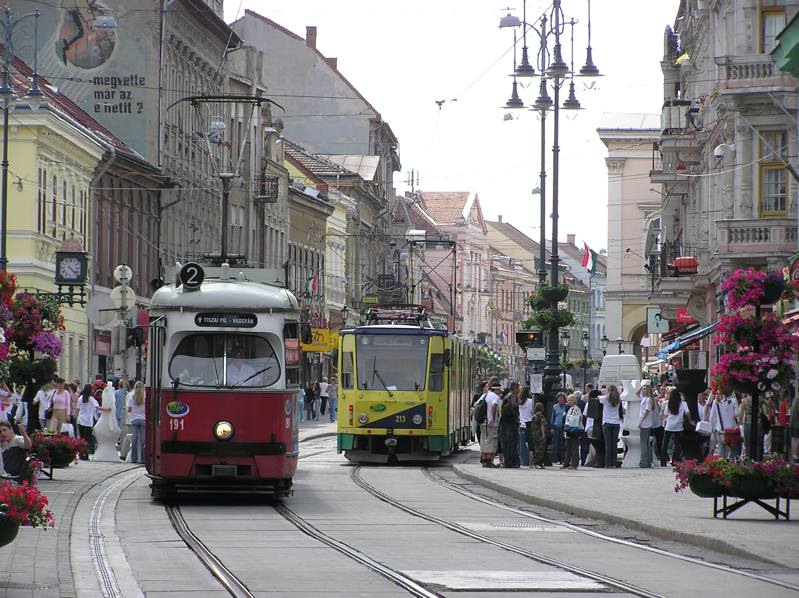
Miskolc

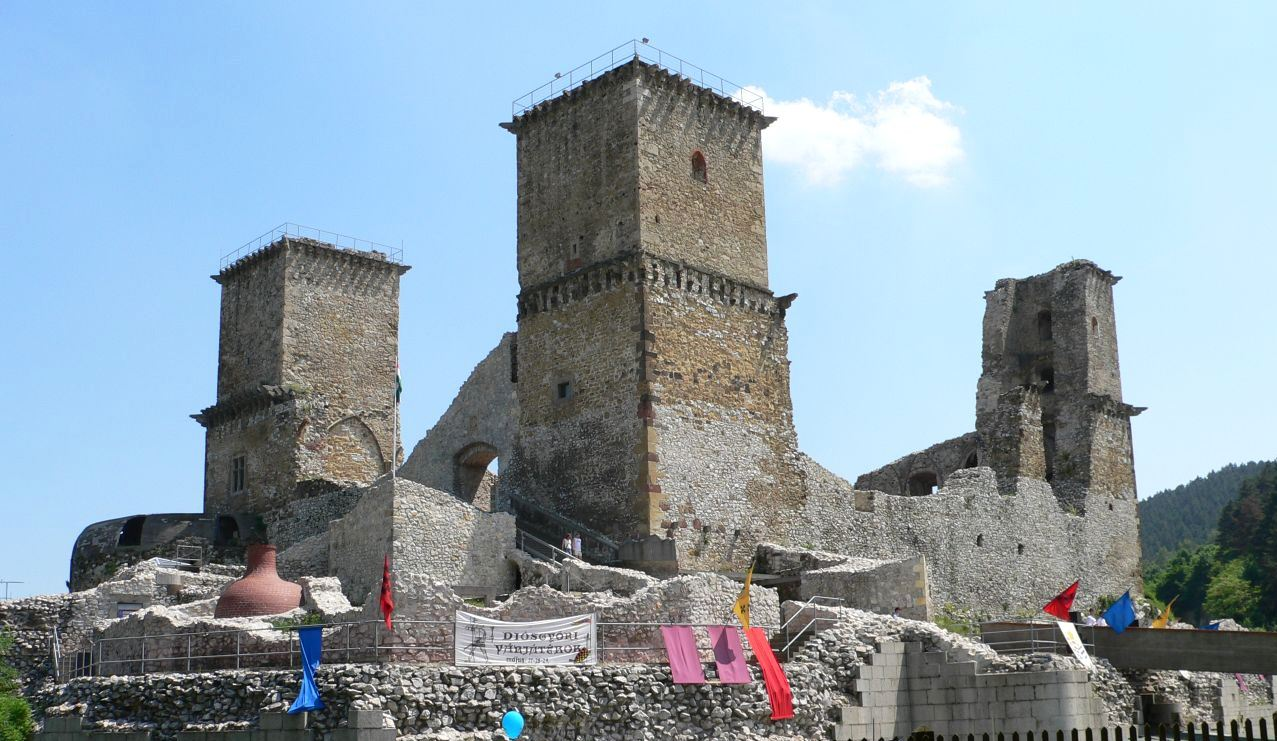
Diósgyőr

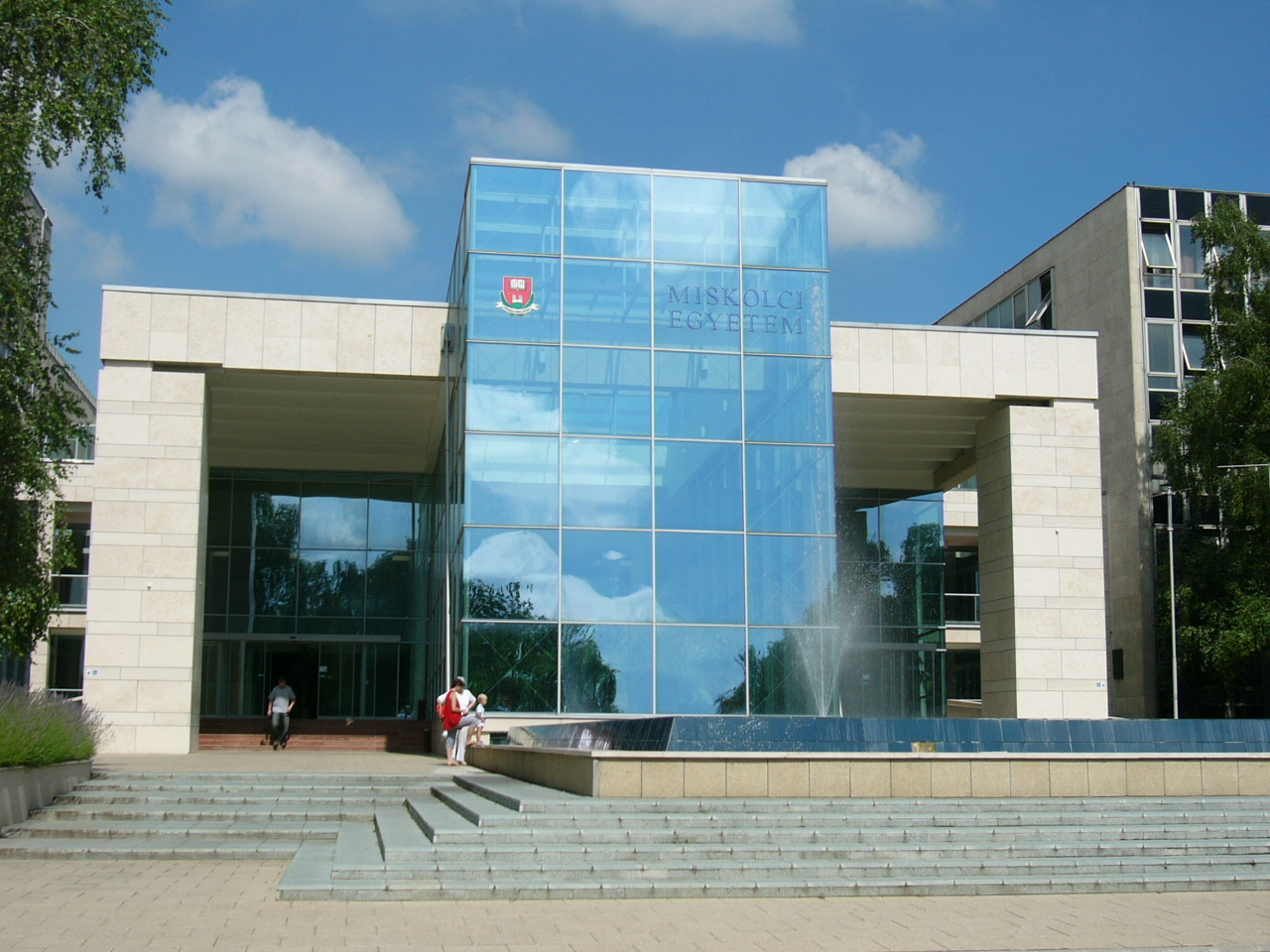
Miskolcs universitet

Miskolc ['miʃkolʦ] (slovakiska: Miškovec, polska: Miszkolc och turkiska: Miskofça) är en stad i provinsen Borsod-Abaúj-Zemplén i nordöstra Ungern, landets fjärde största stad efter Budapest, Debrecen och Szeged. Staden har en total area på 236,68 km² och ett invånarantal som år 2011 var 168 075 (710,14 invånare per km²). Postnumren ligger i intervallet 3500–3549, och riktnumret är 46. Miskolc är huvudstad i sin provins.

## Geografi
Staden ligger där flera geografiska regioner möts, öster om Bükkbergen, i dalen där floden Sajó samt strömmarna Hejő och Szinva rinner. År 2001 hade staden en total area på 236,68 km². Det finns en del höjdskillnader och den största skillnaden är omkring 800 meter.
Den lägsta delen i Miskolc är vid Sajós banker, med en höjd på 110–120 meter. Denna del hör till alföldregionen som är gjord av sedimenterad sten. Mellan Avaskullen och Diósgyőr ligger ett bergigt område av Lägre Bükk (250–300 meter) som består av bland annat sandsten och kollager från tertiärtiden, samt vulkanstenar från miocen.
Mellan Diósgyőr och Lillafüred ligger det bergiga området Centrala Bükk med en höjdskillnad på 400 till 600 meter. Denna består mest av kalksten, skiffer, dolomit och andra stenar från den triasiska tiden.
Den högstbelägna delen är på 600 till 900 meter och kallas för Högre Bükk. Området ligger helt i Lillafüred och består mest av sjösediment (som kalksten, skiffer och dolomit) från paleozoikum och mesozoikum samt vulkaniska stenar som diabas och porfyr. I detta område finns det flera grottor.

## Historia
Området har varit bebott sedan antikens tid – arkeologiska fynd har visat dateringar tillbaka till neolitisk tid och på så sätt bevisat mänsklig aktivitet för över 70 000 år tillbaka. Den första kända invånaren var kelten Cotinus. Området har varit bebott av ungrare sedan erövringen under det sena 800-talet. Namnet kommer från Miskócklanen och blev först känd under detta namn omkring 1210. Miskócklanen tappade sin makt då kung Karl I stärkte centralmakten.
Ett slott byggdes i Diósgyőr (en historisk stad, numera en del av Miskolc) under 1200-talet. Det var ett mycket populärt slott bland kungarna och drottningarna i Ungern under denna tid. 
När Ungern låg i krig med det osmanska riket brände osmanerna ner Miskolc år 1544. Österrikarna brände även de ner staden år 1707 eftersom furst Frans II Rákóczy, som startade en frihetskamp mot österrikarna, bodde i Miskolc för ett tag.
År 1724 blev Miskolc huvudstad för sin provins. Staden växte mycket under denna tid. Under 1700- och 1800-talen byggde invånarna många viktiga byggnader, som skolor, kyrkor och en teater. År 1786 hade Miskolc 14 719 invånare och det fanns 2 414 hus.
Efter det första världskriget ökade stadens betydelse eftersom Ungern hade avträtt staden Kassa (Košice), den andra viktiga staden i området, till Slovakien. Miskolc blev centrum för järnindustrin i landet. År 1945 blev de två städerna Miskolc och Diósgyőr sammanslagna till en stad. Universitetet i staden grundades 1949 och många invånare i Ungern flyttade in till staden i hopp om att få jobb. Under 1980-talet bodde mer än 200 000 personer i staden och var då den näst största staden i Ungern efter huvudstaden Budapest. 
Sedan 1990-talet är inte järnindustrin lika viktig för landet och flera personer förlorade sina arbeten i Miskolc efter nedskärningarna.
Idag är Miskolc en viktig kulturstad, även för turister. Teatern håller en operafestival (Operafestivalen i Miskolc) varje år. De mest kända delarna av staden är Miskolctapolca (Tapolca), känd för varma källbad, Lillafüred och Diósgyőr.[källa behövs]

## Demografi
År 2001 bodde det 185 387 människor i Miskolc där 95,7 % var ungrare, 2,2 % romer, 0,3 % slovaker, 0,3 % tyskar, 0,1 % greker och 4,1 % övriga etniciteter. Vid mätningen fanns det 73 508 hushåll i staden med 310,56 hushåll per kvadratkilometer (ungefär 2,5 personer i varje hushåll).
Vid 2003 års folkräkning hade staden totalt 181 565 invånare. Av dessa var 85 232 män och 96 333 kvinnor. Staden hade då 8 486 högskolestudenter, 15 103 invånare som gick i grundskola, 4 691 som gick på daghem samt 4 814 spädbarn. 110 764 invånare var i vuxen ålder och 37 707 var pensionerade.

### Demografihistoria
År 1891 hade Diósgyőr 6 537 invånare och Görömböly hade 1 482. Miskolc var den tolfte största staden före 1920, sjätte största efter 1920. Samma år hade Diósgyőr totalt 20 854 invånare. Befolkningsrekordet var år 1985 då staden hade 211 600 invånare. Siffran minskade dock kraftigt precis som på andra håll i Ungern. År 2005 hade staden 175 701 invånare.
| Demografisk utveckling för Miskolc mellan åren 1786 och 2005 |        |        |        |        |        |         |         |         |         |         |         |
| 1786                                                         | 1850   | 1870   | 1891   | 1930   | 1941   | 1960    | 1965    | 1985    | 1996    | 2001    | 2005    |
| 14 179                                                       | 16 345 | 21 199 | 30 408 | 61 559 | 77 362 | 144 217 | 163 600 | 211 600 | 191 885 | 180 282 | 175 701 |
|                                                              |        |        |        |        |        |         |         |         |         |         |         |

## Transport
Miskolc har, precis som de andra tre största städerna i Ungern, ett välutbyggt buss- och spårvagnsnät. Från staden går det även bussar, främst till den egna provinsen, men även till Budapest och andra destinationer i landet. Den första spårvagnslinjen öppnades år 1897 av företaget MVV och det andra företaget MVK Rt. öppnade sin första linje år 1907. Det finns två spårvagnslinjer som drivs av företaget MVK Zrt. Företaget sköter även om bussarna i stadstrafiken.

## Stadsdelar

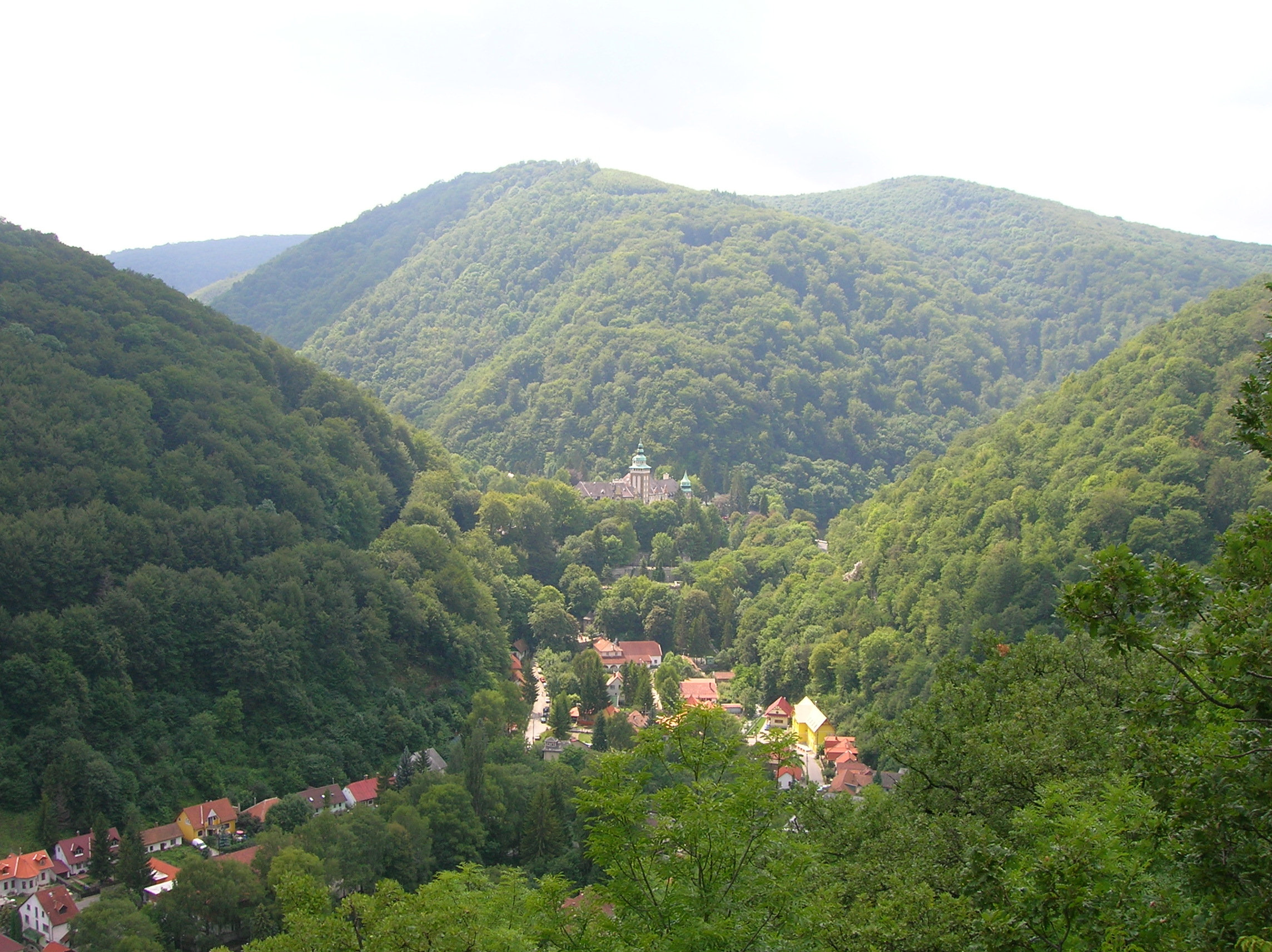
Miskolc-Lillafüred

Stadsdelen Avas är en kulle, 234 meter över havet mitt i hjärtat på Miskolc. På toppen av kullen finns ett torn som är Miskolc symbol. På den norra delen av kullen, nära Erzsébetplatsen ligger Avasi templom, en kyrka som är en av stadens två äldsta byggnader (den andra är Diósgyőrslottet i den historiska staden Diósgyőr). Grottorna under Avas användes som vinkällare förr i tiden.
Det historiska centret för Miskolc, Belváros, är inte speciellt rikt på monument som andra städer, bara huvudgatan (Széchenyi), Városház tér, Erzsébet tér och Kossuth tér har bevarat sin 1800-talsstil. I detta området finns även stora shoppingcenter.
Stadsdelen Diósgyőr utgör idag den större delen av Miskolc och har bland annat ett stort slott. Miskolc fotbollslag har även tagit sitt namn från stadsdelen och har sin hemmaarena här. Det historiska Diósgyőr var sammanvuxet med ett historiskt distrikt kallat Újdiósgyor (Nya Diósgyőr) och är idag en mycket viktig trafikplats. I Újdiósgyőr finns omfattande stålfabriker som har gjort staden till den mest betydande staden i tyngre industri (kallas även lite skämtsamt för Stålstaden).
Egyetemváros är den del av staden där Miskolc universitet ligger. Universitetet i sig är inte speciellt gammalt, byggt runt 1950-talet. Universitetsdelen är en av de nyare ställen i staden och kan hittas mellan Miskolc och Miskolctapolca som är ett semesterställe. Runt universitetet och campuset finns en stor park.
Miskolctapolca är ett av de mest kända semesterorterna i landet. Här finns även den kända grottan Badgrottan med varmt vatten, unik i Europa. Miskolctapolca ligger en bit ifrån staden och klassas ibland som en förort till Miskolc.
Lillafüred är precis som Miskolctapolca ett semesterparadis. Byn Miskolc-Lillafüred är en by utanför Miskolc omringade av bergen Bükk. En av de mest kända byggnaderna i delen är hotellet Palotaszálló.
Martintelep eller Martin-Kertváros är en trädgårdsdel av Miskolc från 1908.

## Sport
Miskolc har två kända fotbollslag: DVTK spelar i Ungerns första division, och har sin hemarena i Diósgyőr. Arenan har plats för 17 000 åskådare. Det andra laget, MVSC spelar i provinsdivisionen.
Miskolc har också ett känt kvinnobasketlag kallat DKSK Miskolc Oldies Rádió. Laget har vunnit den nationella cupen två gånger.
I Miskolc finns även ishockeylaget Miskolc Icebears som spelar i första divisionen. Ishockeyarenan ligger i Folkparken i stadens centrum och har plats för 1 500 åskådare. Arenan öppnade år 2006.

## Vänorter
- Aschaffenburg, Tyskland
- Cleveland, USA
- Katowice, Polen
- Košice, Slovakien
- Ostrava, Tjeckien
- Tammerfors, Finland
- Vologda, Ryssland